# Pilosité abdominale

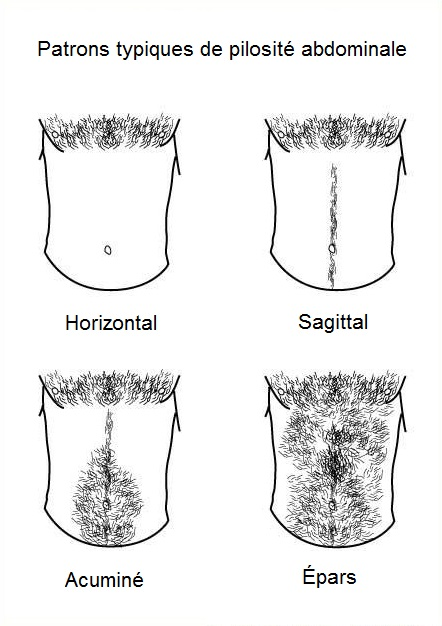
Quatre modèles typiques de croissance des poils abdominaux chez les hommes.

La pilosité abdominale est la présence de poils sur l'abdomen (ventre) des humains et d'autres mammifères. La croissance des poils abdominaux se présente de la même façon chez presque tous les mammifères, soit verticalement, vers le haut depuis la région pubienne jusqu'au nombril, et vers le bas depuis le thorax jusqu'au nombril. Les poils abdominaux des mammifères non humains font partie du pelage (poils ou fourrure). La pilosité abdominale est un caractère sexuel secondaire que l'on retrouve principalement chez les individus de sexe masculin. 

## Chez l'humain
Avant la puberté, la région abdominale des hommes et des femmes est recouverte de très fins poils formant un duvet. En réponse à la hausse des niveaux d'hormones androgènes (la testostérone essentiellement) pendant la puberté, la peau de l'abdomen commence à produire des poils plus épais, plus longs et plus pigmentés (poils terminaux). Ce processus a principalement lieu chez les hommes. Initialement, les poils croissent en ligne verticale depuis le pubis jusqu'au nombril, et depuis le thorax vers le nombril. Bien que le développement des poils abdominaux commence normalement pendant la puberté, il peut également débuter plus tard, entre 20 et 30 ans. Chez certains hommes, les poils abdominaux restent confinés à une ligne verticale bien définie alors que chez d'autres, des poils terminaux apparaissent latéralement ainsi que verticalement, en particulier dans la zone autour du nombril. Cette propagation latérale peut se poursuivre jusqu'à 40 à 65 ans et se fait également sous l'influence des hormones androgènes. 
Certaines femmes peuvent développer une petite ligne de poils allant du pubis jusqu'au nombril. Le développement excessif de poils abdominaux chez les femmes (suivant le modèle masculin) est un type d'hirsutisme.

## Patrons de distribution pileuse
- Le patron horizontal se caractérise par un abdomen glabre. En d'autres mots, les poils pubiens se terminent par une frontière horizontale nette au bas de l'abdomen.
- Le patron sagittal correspond à une étroite bande verticale de poils s’étendant du poil pubien jusqu’au nombril. Elle est parfois désignée en argot anglais par treasure trail (« piste au trésor ») ou happy trail (« sentier heureux »).
- Le motif acuminé se caractérise par un motif en « V » inversé et effilé s'étendant vers le haut à partir du poil pubien. La limite supérieure peut se situer sous le nombril, au niveau du nombril, ou au-dessus de celui-ci, parfois près du thorax[1].
- Dans le patron épars (ou quadrangulaire), les poils sont répartis largement sur l'abdomen sans former de motif géométrique clair[2].

Richard Zickler a réalisé en 1997 une étude de 800 photographies des patrons mentionnés ci-dessus et de leur fréquence d'apparition chez les hommes et les femmes, en portant une attention particulière au développement des poils pendant la puberté. Dans l'étude de Zickler, le patron horizontal était le plus fréquent chez les femmes, avec une incidence d'environ 80 %. Le patron acuminé est observé chez environ 55 % des hommes et occasionnellement chez les femmes. Le motif épars est observé chez environ 19 % des hommes étudiés.

## Galerie

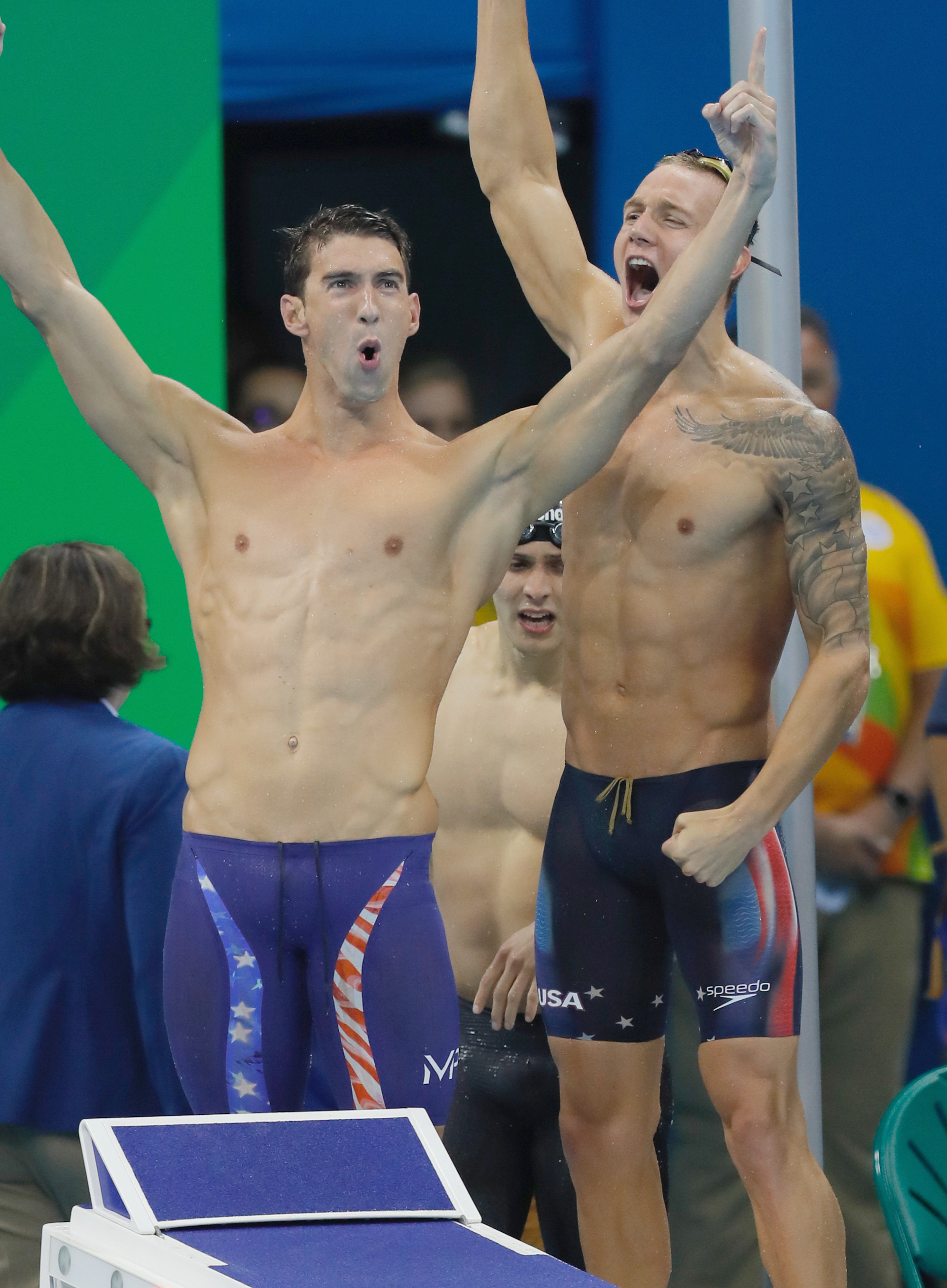
Patron horizontal.
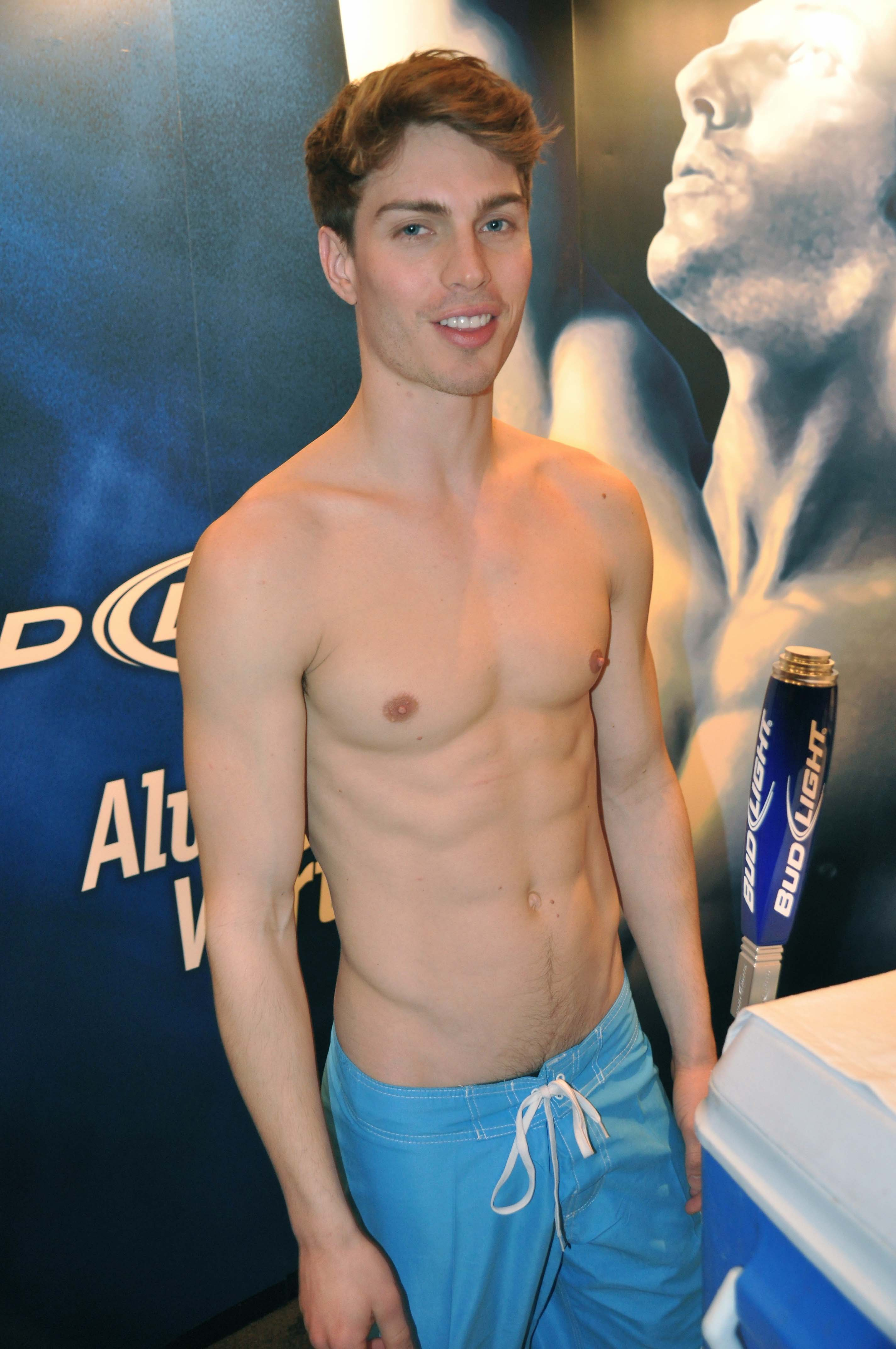
Patron sagittal sous le nombril uniquement.
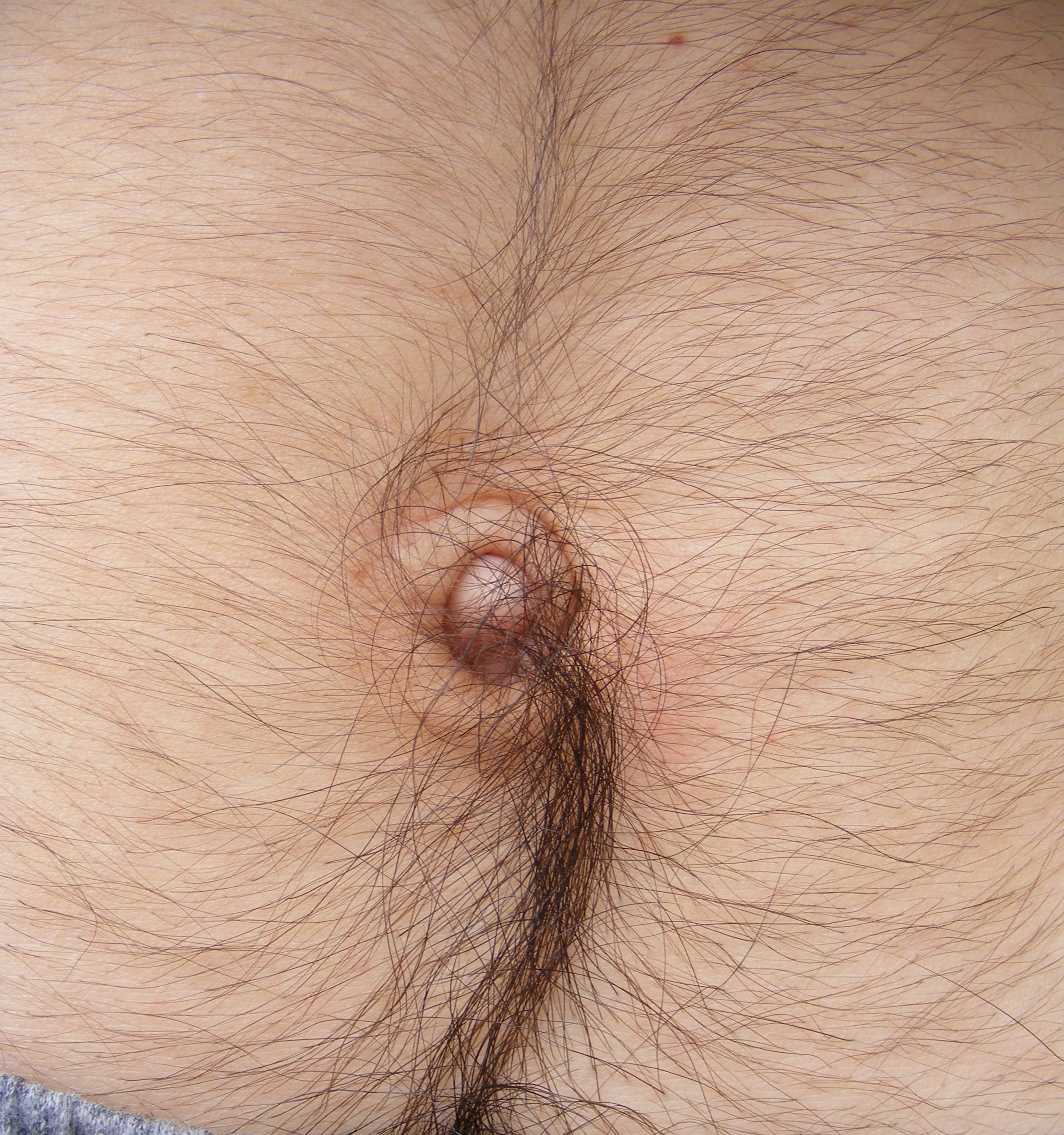
Patron sagittal au-dessus et en dessous du nombril.
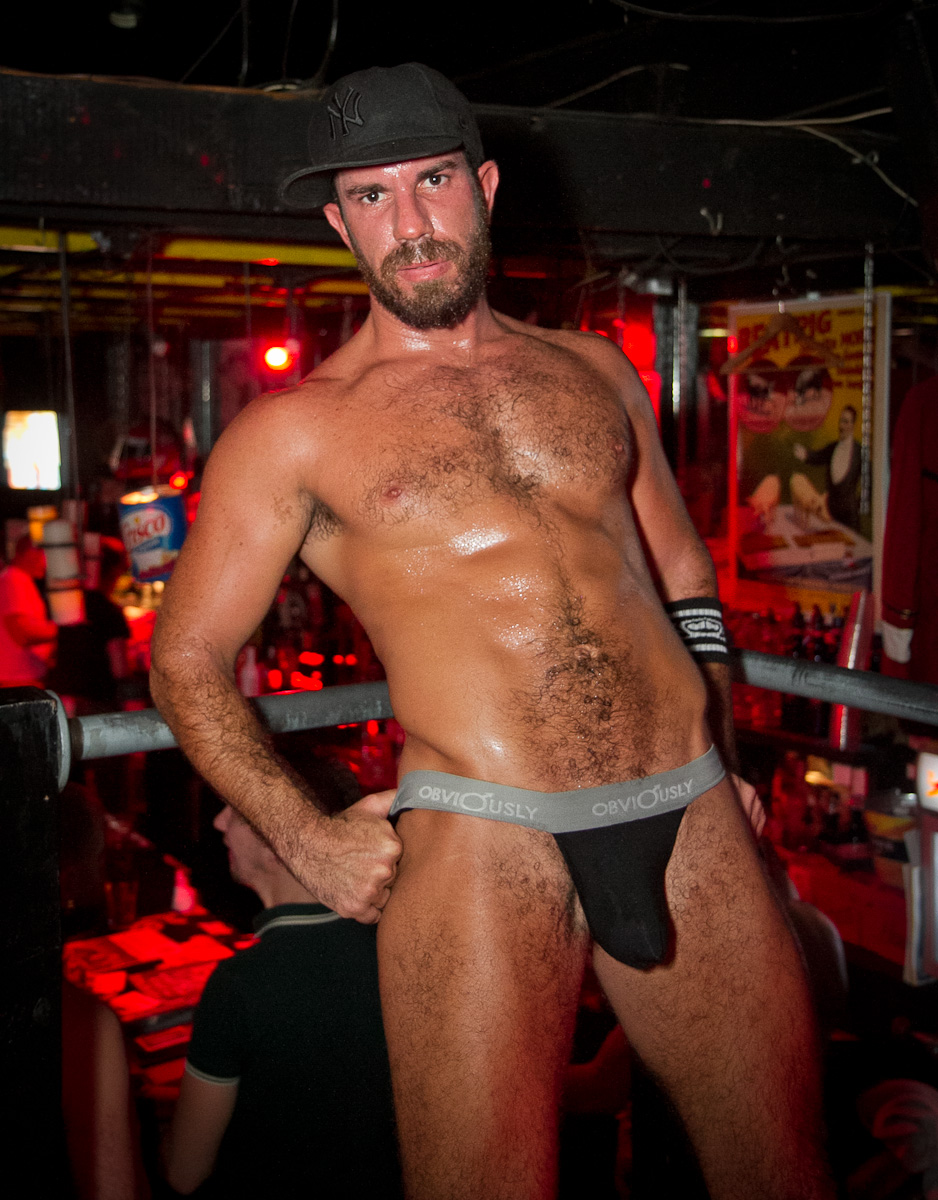
Patron acuminé.
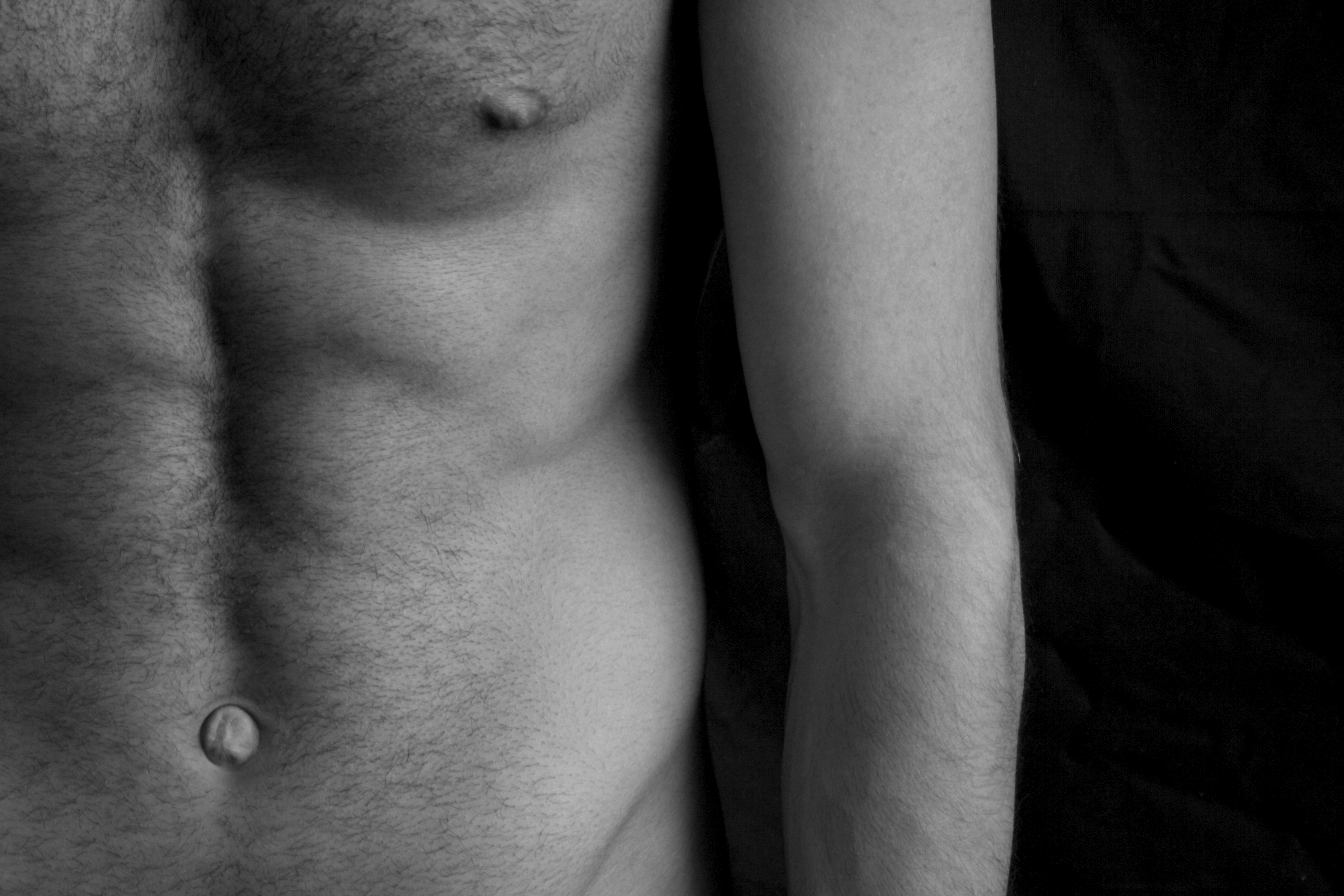
Patron épars.

## Voir également
- Poil
- Pilosité pubienne
- Nombril